# Arturo Lupoli
Arturo Lupoli (Brescia, 1987. június 24. –) olasz labdarúgó, játszott a Budapest Honvéd csapatában is.

## Pályafutása
Az Arsenal csapatában kezdte meg felnőtt pályafutását. Egy bajnokin szerepelt, majd 1 évig a Derby County-nál szerepelt kölcsön játékosként. Ezután megvásárolta a Fiorentina, ahol nem lépett pályára bajnokin, de 3 csapatnak is kölcsönadták. A Budapest Honvédhoz a Varese csapatától került.